# Clavulina ornatipes
Clavulina ornatipes är en svampart som först beskrevs av Peck, och fick sitt nu gällande namn av Corner 1950. Clavulina ornatipes ingår i släktet Clavulina och familjen Clavulinaceae.   Inga underarter finns listade i Catalogue of Life.